# Herbert von Karajan

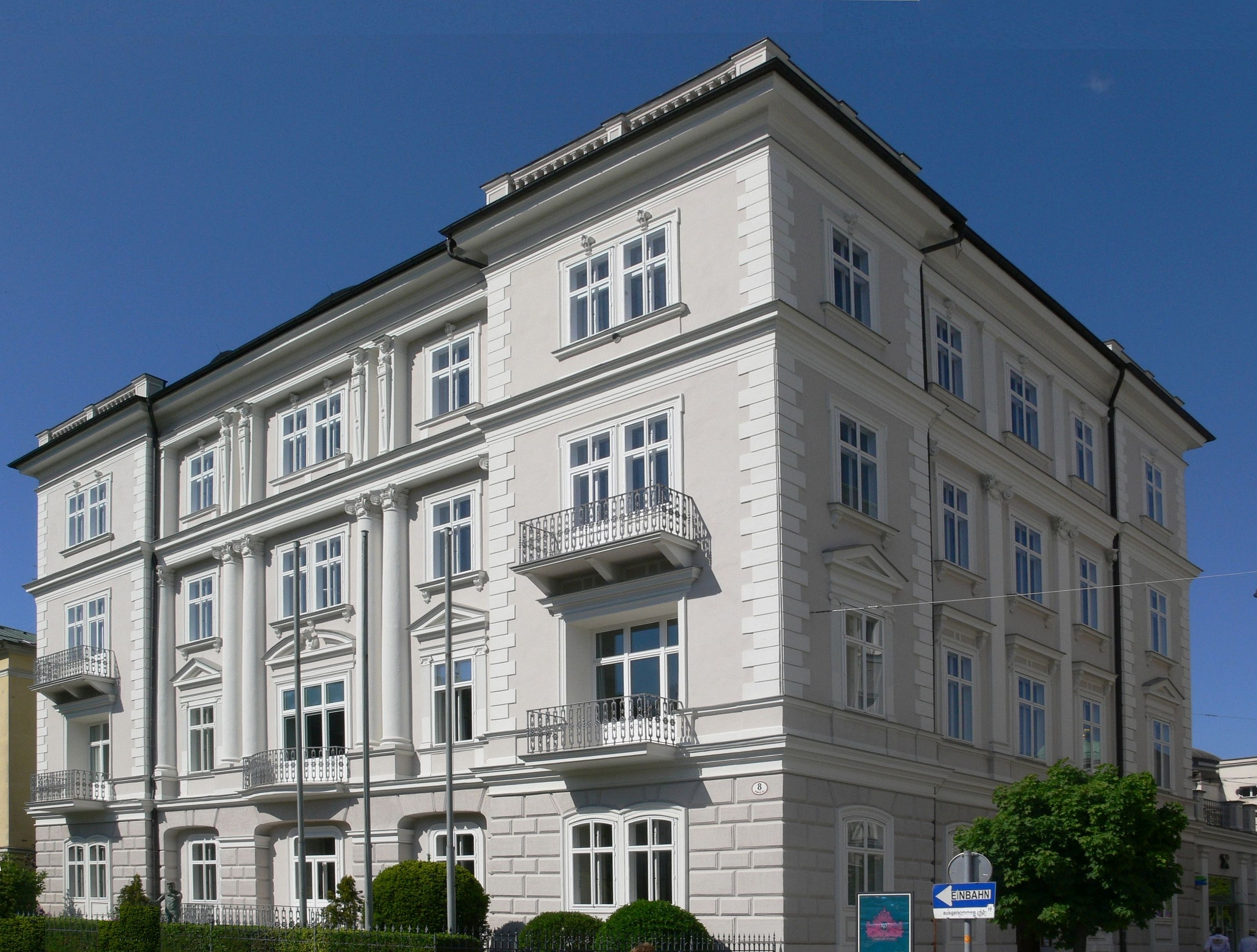
Local de nascimento de Karajan, em Salzburgo

Heribert Ritter von Karajan (Salzburgo, 5 de abril de 1908 — Anif, 16 de julho de 1989), mais conhecido por Herbert von Karajan, foi um maestro da Áustria, e um dos maestros de maior destaque do período pós-guerra. Passou 35 anos de sua vida à frente da Orquestra Filarmônica de Berlim.
Seu estilo na regência foi marcado por perfeccionismo, intensidade, introversão e exibicionismo.

## Genealogia
Os Karajans eram gregos macedônios ou arromenos O trisavô de Herbert von Karajan, Geórgios Joánnes Karajánnis (em grego:  Γεώργιος Ιωάννης Καραγιάννης), nasceu em Kozani, uma cidade arromena da província otomana da Rumélia (Macedônia Ocidental, na Grécia atual), mudando-se para Viena em 1767, e finalmente para Chemnitz, na Saxônia. Ele e seu irmão participaram do estabelecimento da indústria do vestuário na Saxônia e ambos foram enobrecidos por Frederico Augusto III, Eleitor da Saxônia, em 1º de junho de 1792, daí o prefixo "von" no nome da família, que passou de Karajánnis para Karajan. Embora biógrafos tradicionais atribuam origem sérvia ou simplesmente eslava a sua mãe, a família de Herbert von Karajan, do lado materno, era eslovena. Seu avô materno era nascido no vilarejo de Mojstrana, Ducado de Carniola (atualmente parte da Eslovênia). Por essa linhagem, Karajan está relacionado ao compositor austríaco, de origem eslovena, Hugo Wolf. Diz-se mesmo que Karajan conhecia uma pouco de esloveno.

## Biografia
Karajan nasceu em Salzburgo, na Áustria, em 1908, com o nome Heribert Ritter von Karajan, filho de Ernst e Martha von Karajan. Vindo de uma família da alta burguesia, era um prodígio no piano desde cedo. Começou a aprender o instrumento com Franz Ledwinka, em 1912. Estudou de 1916 a 1926 no Mozarteum, onde foi encorajado a estudar regência. Entre 1926 e 1928, foi estudante da Escola Técnica de Viena e, entre 1926 e 1929, foi estudante da Escola de música e Artes de Viena, onde graduou-se em regência.
Em 1929, conduziu Salomè no Festspielhaus, em Salzburgo, e de 1929 a 1934 foi o primeiro Kapellmeister no Stadttheater, em Ulm. Em 1933, Karajan fez sua estreia como maestro no Festival de Salzburgo, com Walpurgisnacht Scene na produção de Max Reinhardt para Faust. No ano seguinte, regeu pela primeira vez a Orquestra Filarmônica de Viena. De 1934 a 1941, Karajan conduziu sinfonias e óperas de Aachen.
Ainda em 1933, tornou-se membro do Partido Nazista em Salzburgo, em 8 de abril. Em junho, o partido foi proibido pelo governo austríaco. Entretanto, a validade de sua inscrição se manteve até 1939. Nesse ano, antigos membros austríacos foram verificados pelo oficial geral do partido e a inscrição de Karajan foi considerada inválida, por irregularidades no pagamento das mensalidades. Entretanto, sua inscrição foi reativada e datada a 1 de maio de 1933, em Ulm. Posteriormente, judeus como Isaac Stern, Arthur Rubinstein e Itzhak Perlman se recusaram a participar de concertos com Karajan por seu histórico. Richard Tucker também recusou uma gravação de Il trovatore em 1956 quando soube que Karajan conduziria. Foi somente após a morte do maestro, em 1989, que a Orquestra Filarmônica de Berlim pôde se apresentar em Israel.
Sua carreira musical teve grande avanço em 1935, quando foi indicado o mais jovem Generalmusikdirektor da Alemanha, tendo conduzido como convidado em Bucareste, Bruxelas, Estocolmo, Amsterdã e Paris. Em 1937, estreou com a Orquestra Filarmônica de Berlim e a Ópera Estatal de Berlim com Fidelio. Teve grande sucesso com Tristan und Isolde. Assinando contrato com a Deutsche Grammophon em 1938, Karajan realizou a primeira de muitas gravações ao conduzir a Staatskapelle Berlin na abertura de Die Zauberflöte, de Mozart.

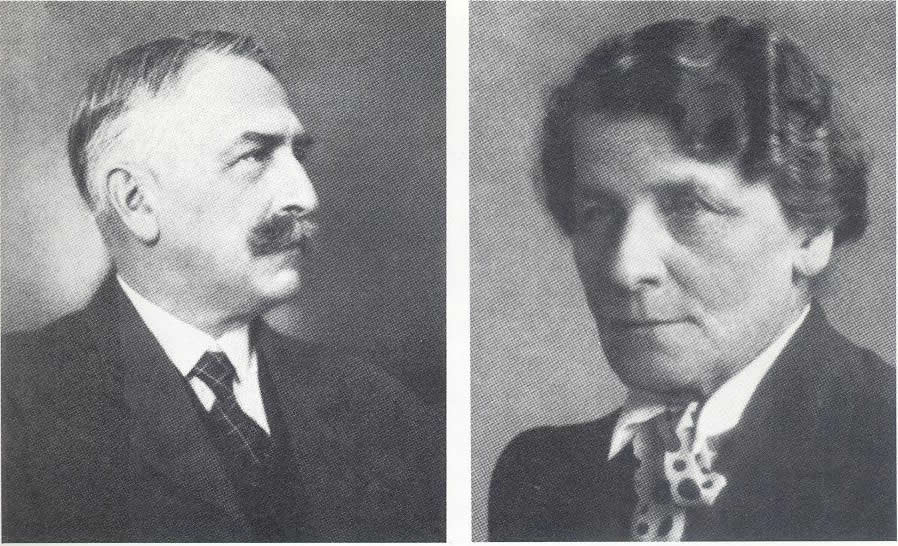
Os pais: Ernst e Martha von Karajan.

Em 26 de julho de 1938, casou-se com sua primeira esposa, Elmy Holgerloef, cantora da Casa de Ópera de Aachen. O casal divorciou-se em 1942. Em 22 de outubro do mesmo ano, durante a Segunda Guerra Mundial, Karajan casou-se novamente. Desta vez, com Anna Maria Sauest, filha de um conhecido magnata que, tendo um avô judeu, era considerado como tal. Ainda durante a Segunda Guerra, inscreveu-se como piloto de batalha, mas por conta de sua idade foi rejeitado.
Em 1946, Karajan realizou seu primeiro concerto no pós-guerra, em Viena, com a Orquestra Filarmônica, mas foi banido de futuras atividades pelas autoridades da ocupação soviética por ter sido membro do Partido Nazista. Após ter participado anonimamente no Festival de Salzburgo, no ano seguinte foi autorizado a retornar às atividades de regência. Em 1949, tornou-se diretor artístico do Gesellschaft der Musikfreunde, em Viena, e conduziu no La Scala de Milão. Entretanto, sua atividade mais proeminente, nessa época, foi gravar com a então recém-criada Philharmonia Orchestra em Londres. Também, a partir desse ano começou a conduzir no Festival de Lucerna. Em 1951 e 1952, conduziu novamente no Bayreuth Festspielhaus.
Já em 1955, foi indicado para diretor artístico vitalício da Filarmônica de Berlim, assim como seu antecessor — Wilhelm Furtwängler. Entre 1957 e 1964, foi diretor artístico da Ópera Estatal de Viena, deixando o cargo por desavenças pessoais. Em 1967, fundou o Festival da Páscoa de Salzburgo, como forma de expandir o tradicional Festival de Verão. No ano seguinte, nas comemorações de seus sessenta anos tornou-se cidadão honorário de Salzburgo. Esteve também bastante envolvido com orquestras como a Filarmônica de Viena e com a Orquestra de Paris, na qual exerceu o cargo de conselheiro musical de 1969 a 1971, além de participar do Festival de Salzburgo. Divorciou-se em 1958, e em 22 de outubro do mesmo ano casou-se pela terceira vez, desta vez com a modelo Eliette Mouret; tiveram duas filhas, Isabel (1960) e Arabel (1964).
Karajan dirigiu a 16 de maio de 1968 a Orquestra Filarmónica de Berlim no Coliseu dos Recreios, em Lisboa. O maestro abriu a décima segunda edição do Festival Gulbenkian de Música. O programa foi a Sinfonia nº 29 em Lá Maior de Mozart, a Sinfonia nº 5 de Beethoven, o Don Juan de Strauss e extraprograma, a abertura dos Mestres Cantores de Wagner. Ao concerto assistiu o Almirante Américo Thomaz e sua esposa.
Em 21 de junho de 1978, o maestro recebeu o grau honorário de doutor em música pela Universidade de Oxford. Em Paris, recebeu a "Médaille de Vermeil". Também recebeu a Medalha de Ouro da Sociedade Filarmônica Real em Londres, em 1983 com o lançamento de um selo especial. o Prêmio Olympia da fundação Onassis em Atenas e o Prêmio de Música Internacional da UNESCO.
À margem da sua atividade artística, Karajan foi um grande apaixonado por carros de Gran Turismo, tendo sido proprietário de modelos tão carismáticos como o Ford GT40, Porsche Carrera RSR ou Porsche 959. Em privado, considerava que a mais bela sinfonia do mundo era produzida por um motor de doze cilindros.
Continuou a conduzir e a gravar principalmente com as Orquestras Filarmônicas de Viena e de Berlim, até sua morte em Anif, localidade próxima a Salzburgo, em 16 de julho de 1989. Seu corpo encontra-se sepultado no Cemitério Anif, Anif, Salzburgo, na Áustria.